# الكسندر إف. كاميرون
الكسندر إف. كاميرون هو سياسي كندي، ولد في 3 أكتوبر 1860 في Aspen, Nova Scotia ‏ في كندا، وتوفي في 24 نوفمبر 1943 في Sherbrooke, Nova Scotia ‏ في كندا. نشط حزبياً في Liberal-Conservative Party ‏. وقد انتخب عضو مجلس نواب نوفا سكوشا ‏.